# Studium (revista)
Studium fue una revista mensual que se publicó en enero y en junio de 1919 por Salvador Dalí, cuando cursaba sexto de bachillerato. en el instituto Ramón Muntaner.
Dalí, juntamente con sus amigos Jaume Miravitlles, Joan Xirau, Juan Turró y Ramon Reig, editaron y publicaron esta revista. Había ilustraciones, textos poéticos y una serie dedicada a pintores como Goya, Velázquez o Leonardo da Vinci.
Studium fue la revista figuerenca con más proyección exterior[cita requerida], aun siendo una publicación modesta. Su importancia recae en sus creadores, ya que en el futuro serían importantes personajes en el mundo intelectual catalanista.

## Historia
Durante aquella época Cataluña se encontraba en una expansión demográfica. En Figueras, el año anterior a la aparición de Studium, el 1918, se habían producido una serie de hechos significativos de cariz político y cultural: el proyecto del Parque Bosque Municipal, del ferrocarril Figueras - La Junquera, las obras de modernización de la Rambla, la inauguración del monumento a Narciso Monturiol e inicio de la construcción de la Biblioteca Popular de calle Ancha. En este contexto, miembros del equipo redactor de Studium, debían preparar su revista, aquel invierno del 1918. En el ámbito local, la popularidad de estos estudiantes empezó a aumentar.